# 洛斯渣甸群島
洛斯渣甸群島（英語：Los Jardines Islands），位於南鳥島與馬里亞納群島間的幻島。傳言阿爾巴羅·德·薩維德拉·瑟倫在1528年以及羅·洛佩斯·德·維拉洛博斯在1542年曾到達該島，此傳言是否真實仍有疑問，而隨後又刊出了傳入400年以上的海圖，此圖中即繪有該島。1933年美國海軍軍艦拉瑪波號（Ramapo）調查此海域，但無法確認島的存在，於是美國海軍便將該島於海圖中刪除。

## 外部連結
- 幻想諸島航海記／ロス＝ジャルディン諸島 （页面存档备份，存于）（日語） – 望夢樓